# Mwnt
Mwnt è un'antica parrocchia nel Ceredigion, Galles, 4,5 miglia (7,2 km) a nord di Cardigan . Il Wales Coast Path attraversa questo piccolissimo insediamento.
Prende il nome dalla prominente e ripida collina conica (Foel y Mwnt), un punto di riferimento per gran parte della baia di Cardigan, che si erge sopra la spiaggia fino a un'altezza di 76m.

## La spiaggia
Mwnt è nota per la sua famosa spiaggia, in gallese Traeth-y-Mwnt, che ha ricevuto il Green Coast Award (un premio simile alla Bandiera blu, ma per le spiagge rurali). Le condizioni per il nuoto sono considerate sicure a Mwnt ma non c'è un servizio di bagnino.
Il Mare d'Irlanda al largo di Mwnt è ricco di fauna e d'estate ospita regolarmente delfini, foche e focene .

## Invasione fiamminga
Mwnt fu teatro di un'invasione fallita da parte dei fiamminghi nel 1155. La sua sconfitta fu celebrata, almeno nel XVIII secolo, con dei giochi la prima domenica di gennaio, nota come Sul Coch y Mwnt (Domenica Rossa di Mwnt), in commemorazione del sangue versato in quel giorno. Ossa e scheletri umani sono stati ritrovati nella zona. Un ruscello nella zona si chiama Nant y Fflymon (ruscello dei fiamminghi).

## Chiesa della Santa Croce

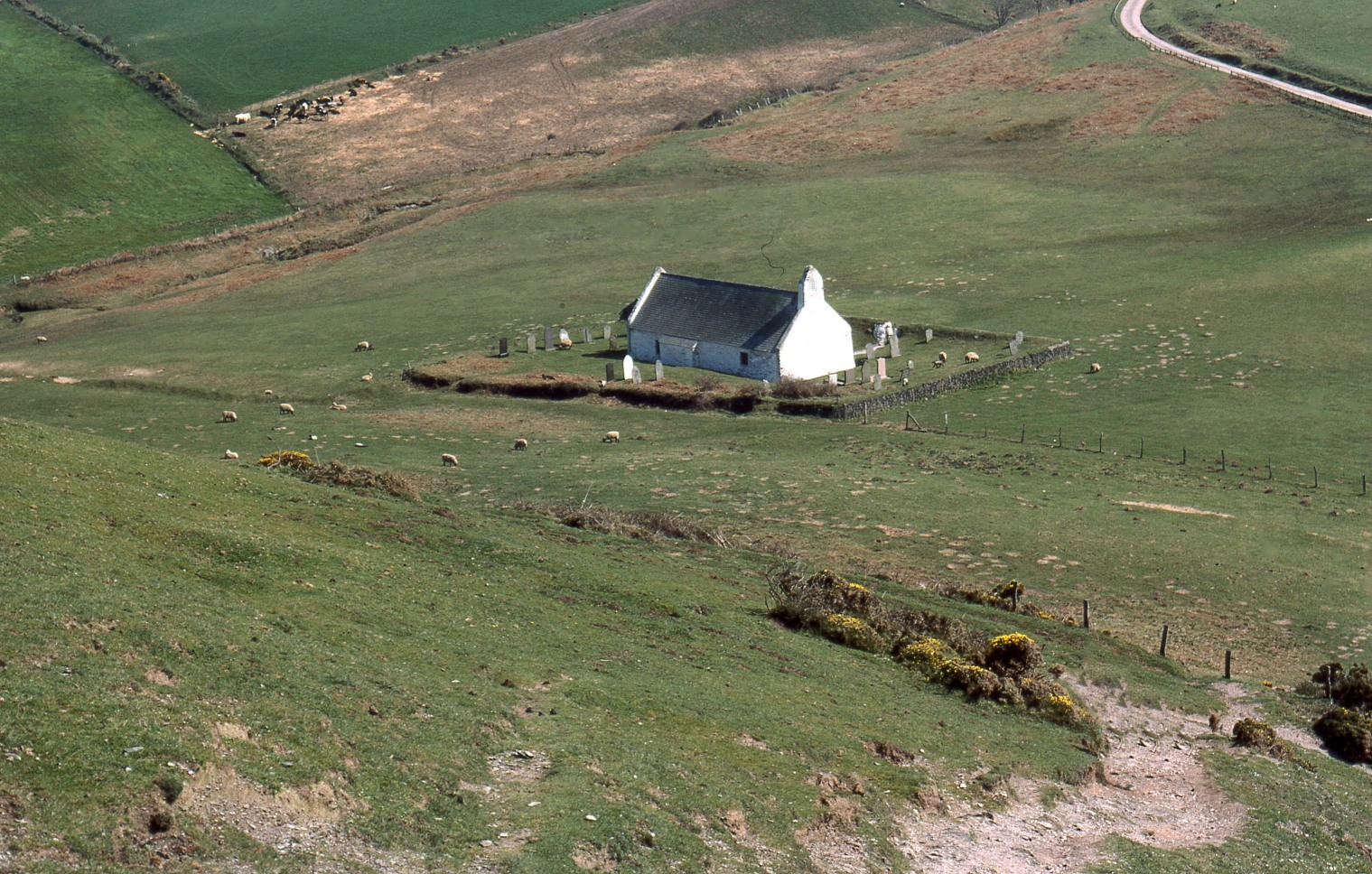
Chiesa della Santa Croce di Mwnt

La Chiesa della Santa Croce (in gallese Eglwis y Grog) è un esempio di cappella rettoria di un marinaio medievale . Si dice che il sito fosse utilizzato fin dal VI-VII secolo, ma l'edificio attuale è probabilmente del XIV secolo. Ha un fonte battesimale del XII o XIII secolo in pietra proveniente dalle colline Preseli . Mwnt fu una parrocchia civile a sé stante per diversi secoli, ma prima del XVII secolo era una cappella distaccata della parrocchia di Llangoedmor . Dal 1934, fa parte della parrocchia di Y Ferwig. La chiesa è un monumento protetto monumento protetto di Grado I.
La spiaggia è di proprietà del National Trust, che esercita un mandato di conservazione su entrambe.